# Morgan (Utah)
Morgan – miasto w Stanach Zjednoczonych, w stanie Utah, siedziba administracyjna hrabstwa Morgan.